# كريستينا هويوس
كريستينا هويوس (بالإسبانية: Cristina Hoyos)‏ هي مصممة رقص وممثلة إسبانية، ولدت في 13 يونيو 1946 في إشبيلية في إسبانيا.

## وصلات خارجية
- كريستينا هويوس على موقع IMDb (الإنجليزية)
- كريستينا هويوس على موقع ألو سيني (الفرنسية)
- كريستينا هويوس على موقع أول موفي (الإنجليزية)
- كريستينا هويوس على موقع قاعدة بيانات الأفلام السويدية (السويدية)
- كريستينا هويوس على موقع قاعدة بيانات الفيلم (الإنجليزية)
- كريستينا هويوس على موقع كينوبويسك (الروسية)